# Xã Maple, Quận Cowley, Kansas
Xã Maple (tiếng Anh: Maple Township) là một xã thuộc quận Cowley, tiểu bang Kansas, Hoa Kỳ. Năm 2010, dân số của xã này là 716 người.